# Кургашева, Валерия Александровна
Валерия Александровна Кургашева (8 сентября 1998, Сегежа, Карелия) — российская футболистка, защитница.

## Биография
Воспитанница ДЮСШ № 1 г. Сегежа, первый тренер — Василий Зайцев. В 2012 году вместе с Дарьей Яковлевой перешла в Училище олимпийского резерва г. Звенигорода. В 2014—2017 годах выступала за старшую команду училища («Россиянка-УОР») в первом и втором дивизионах России, в том числе в 2014 и 2015 годах — бронзовый призёр первого дивизиона России.
В 2017 году в составе клуба «Россиянка» сыграла один матч в высшей лиге — 1 мая 2017 года в игре против клуба «Звезда-2005» заменила на 90-й минуте Дарью Лукьянову.
По состоянию на 2019 год выступает за клуб второй лиги «СШ Можайск». Также играла за команду Можайска в соревнованиях по мини-футболу.
Выступала за юношескую сборную России.